# レオポルト・フォン・ヘッセン＝ダルムシュタット
レオポルト・フォン・ヘッセン＝ダルムシュタット（Leopold von Hessen-Darmstadt, 1708年4月11日 マントヴァ - 1764年10月27日 フィデンツァ）は、神聖ローマ皇帝（ハプスブルク帝国）軍の将軍。最終階級は陸軍中将。
フィリップ・フォン・ヘッセン＝ダルムシュタット公子とクロイ＝アーヴレ公フェルディナン＝フランソワ＝ジョゼフの娘であるマリー＝テレーズ・ド・クロイ（1673年 - 1714年）の間の第4子・三男。父は皇帝軍元帥で、スペイン継承戦争ではナポリ方面軍の最高指揮官としてイタリアに赴任し、レオポルトはその任務中にマントヴァで生まれた。父はそのままマントヴァ公領の総督及び要塞司令官となったため、同市で育つ。18歳で皇帝軍に入隊、1731年モラヴィア第6竜騎兵連隊の大佐・連隊長となる。1740年陸軍少将となり将軍の階級を得る。1754年陸軍中将に昇任するがこれが最終階級となり、大将には進めなかった。
1740年9月2日、パルマ公アントニオ・ファルネーゼの未亡人エンリケッタ・デステと結婚したが、間に子はなかった。

## 引用・脚注
1. ↑  Gedenkblätter aus der Kriegsgeschichte der k. k. oesterreichischen Armee, Band 2 1880  google books
2. ↑  Moniteur des dates: biographisch-genealogisch-historisches Welt-Register enthaltend die Personal-Akten der Menschheit d. h. den Heimaths- und Geburts-Schein, den Heirathsakt und Todestag von mehr als 100 000 geschichtlichen Persönlichkeiten aller Zeiten und Nationen  google books